# من فقط با تو ازدواج می‌کنم
من فقط با تو ازدواج می‌کنم 
(به تلوگویی: Ninne Pelladata) یا دیروز ازدواج می‌کنی؟ فیلمی محصول سال ۱۹۹۶ و به کارگردانی کریشنا وامسی است. در این فیلم بازیگرانی همچون آکینی ناگرجونا، تابو، راوی تجا و لاکشمی ایفای نقش کرده‌اند.